# Kamal Fahim Awad Hanna
Kamal Fahim Awad (Boutros) Hanna (ur. 31 lipca 1961 w Twa) – egipski duchowny katolicki Kościoła katolickiego obrządku koptyjskiego. Biskup kurialny patriarchatu Aleksandrii w latach 2006–2013, biskup Al-Minja w latach 2013–2020.

## Życiorys
20 maja 1988 otrzymał święcenia kapłańskie. Studiował teologię biblijną na Papieskim Uniwersytecie Gregoriańskim w Rzymie (studia uwieńczył doktoratem w 2001). Był m.in. rektorem seminarium duchownego w Maadi (2005-2006).

### Episkopat
31 sierpnia 2006 został wybrany biskupem kurialnym koptyjskiego patriarchatu Aleksandrii. 6 września 2006 wybór ten zatwierdził Benedykt XVI, który nadał mu stolicę tytularną Mareotes. Sakry biskupiej udzielił mu 13 października 2006 patriarcha aleksandryjski Kościoła koptyjskiego - Antoni Naguib.
25 marca 2013 został wybrany biskupem eparchii Al-Minja. 8 kwietnia wybór został zatwierdzony przez papieża Franciszka, zaś 19 kwietnia odbył się uroczysty ingres nowego eparchy. 7 października 2020 roku tenże sam papież zatwierdził przyjętą przez Synod Kościoła koptyjskokatolickiego rezygnację Kamala Fahima Awada Hanna z funkcji ordynariusza Al-Minja.